# Bommarsikoppa, Sorab
Bommarsikoppa là một làng thuộc tehsil Sorab, huyện Shimoga, bang Karnataka, Ấn Độ.